# Phanera

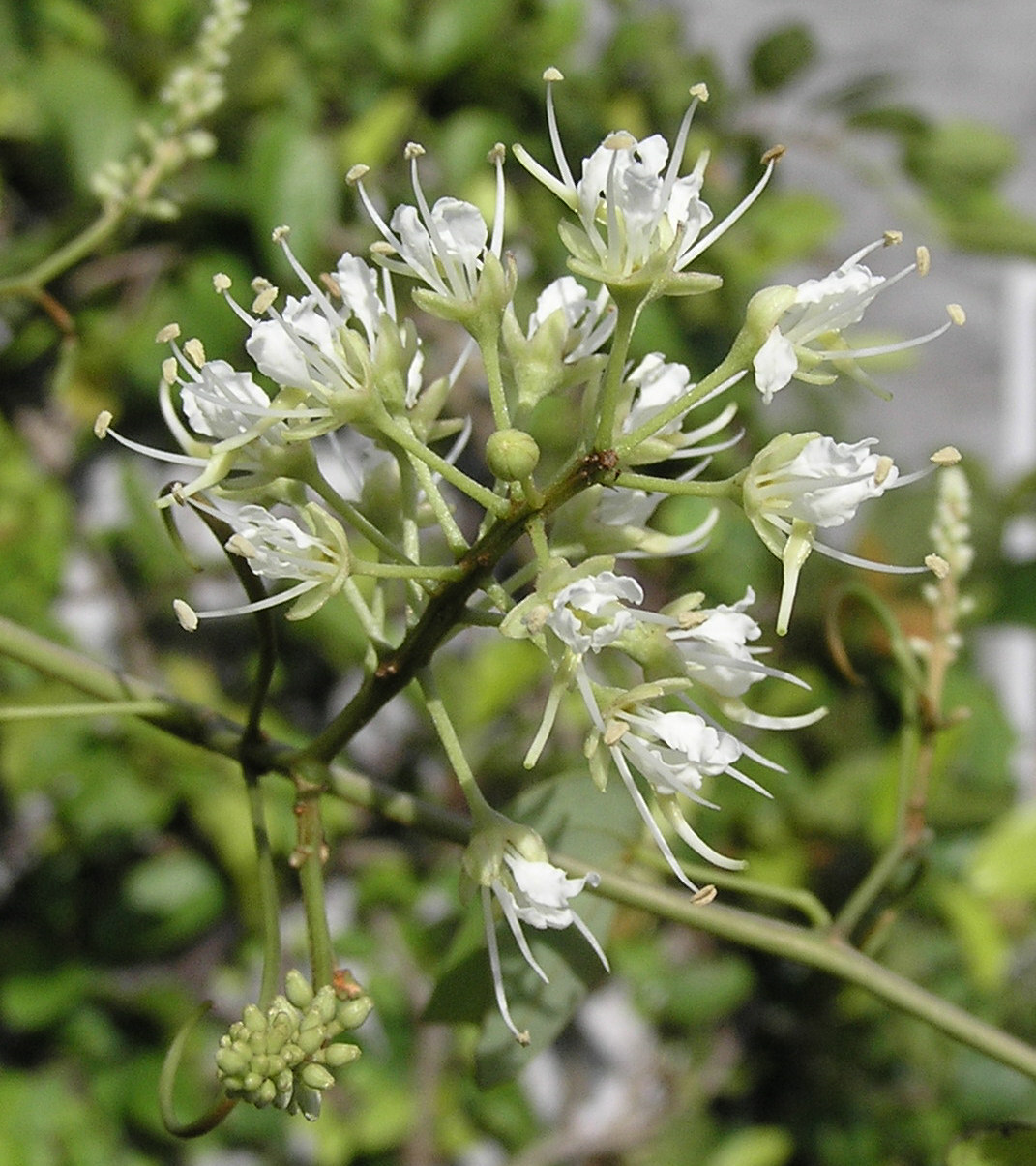
Phanera championii

Phanera – rodzaj roślin z rodziny bobowatych (Fabaceae). Obejmuje 107 gatunków występujących w południowo-wschodniej Azji na obszarze od Pakistanu po Japonię i Nową Gwineę. Rośliny te rosną w lasach wilgotnych, zalewowych i bagiennych, w namorzynach, rzadziej w lasach suchych. Rośliny z tego rodzaju spotykane są na różnych wysokościach i siedliskach. Niektóre gatunki wykorzystywane są jako rośliny lecznicze, ozdobne i plecionkarskie.

## Systematyka
Pozycja systematyczna

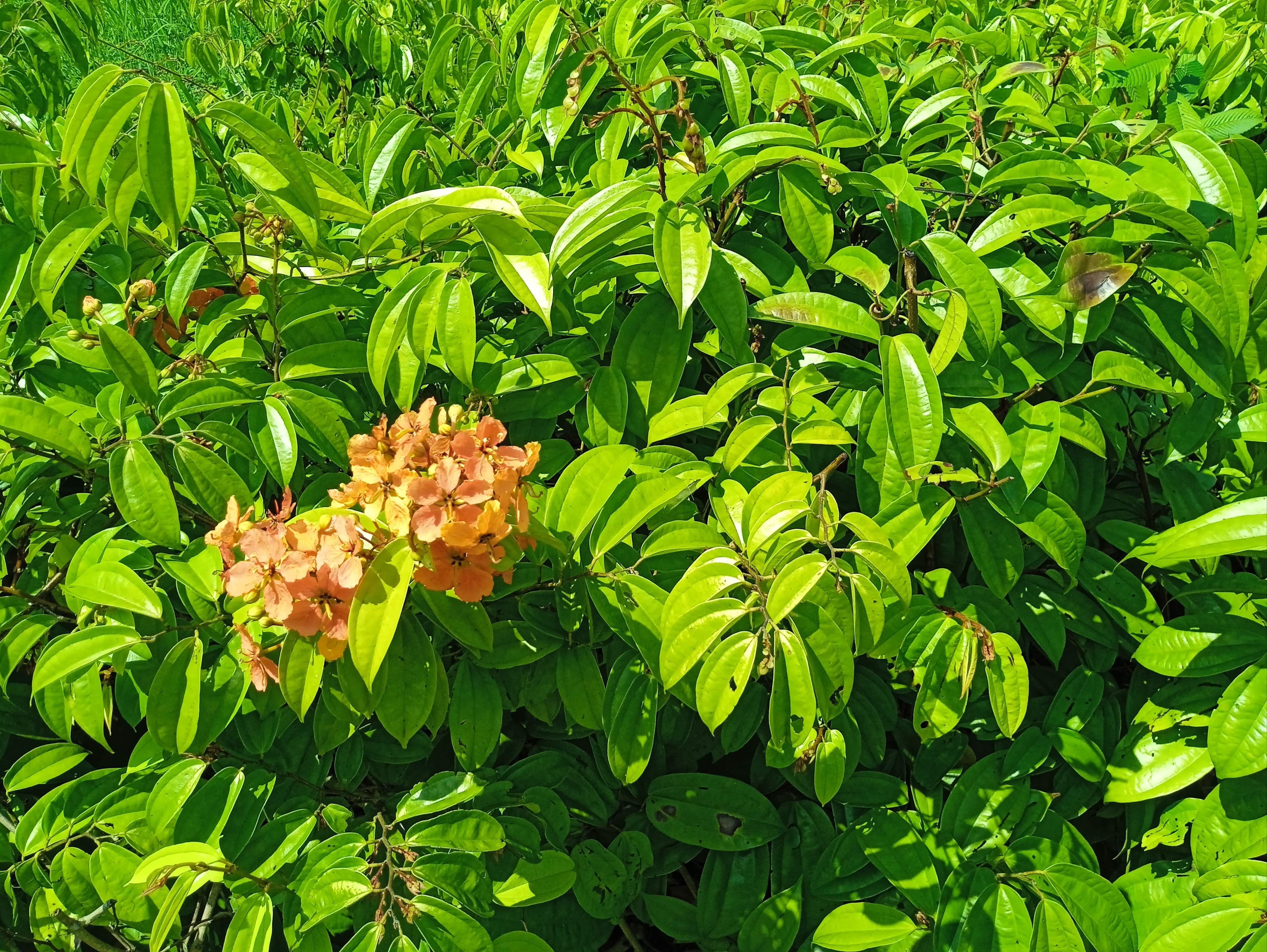
Phanera coccinea

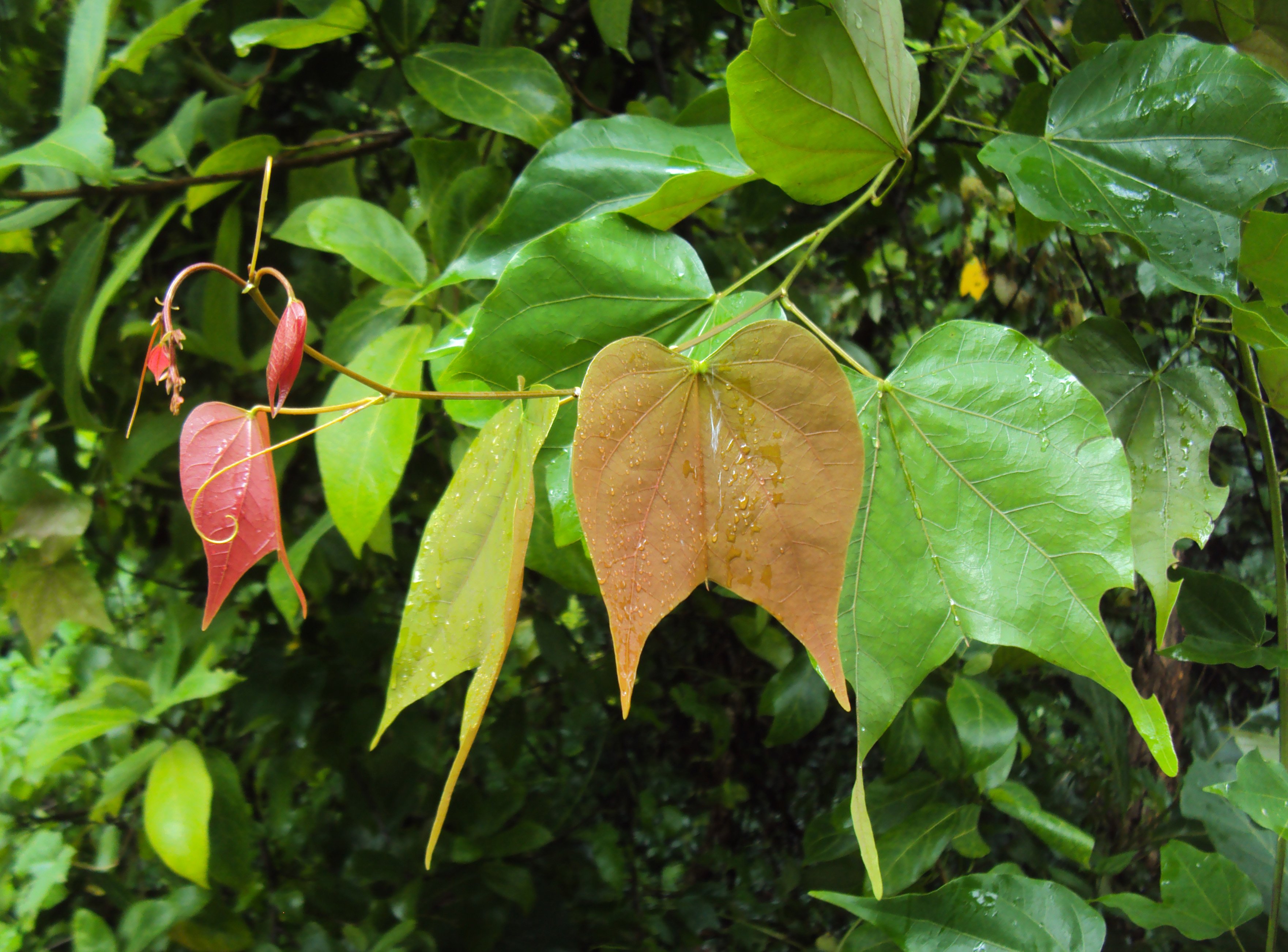
Liście Phanera scandens

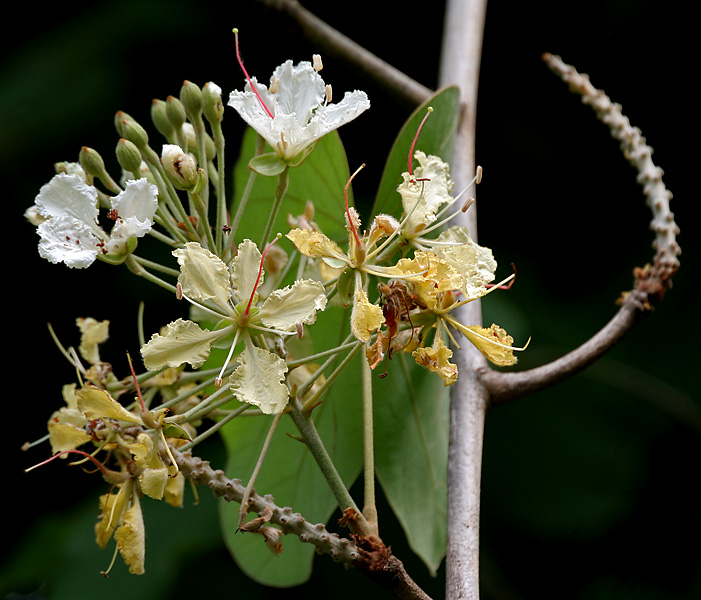
Phanera vahlii

Jeden z rodzajów podplemienia Bauhiniinae, plemienia Cercideae i podrodziny Cercidoideae z rodziny bobowatych Fabaceae. W szerokim ujęciu rodzaju bauhinia Bauhinia takson ten zaliczany był do niego jako podrodzaj Phanera (Vunderlin et al. 1987).
Wykaz gatunków
- Phanera aherniana (G.Perkins) de Wit
- Phanera andersonii (K.Larsen & S.S.Larsen) Bandyop., Ghoshal & M.K.Pathak
- Phanera apertilobata (Merr. & F.P.Metcalf) K.W.Jiang
- Phanera argentea de Wit
- Phanera audax de Wit
- Phanera aurea (H.Lév.) Mackinder & R.Clark
- Phanera aureifolia (K.Larsen & S.S.Larsen) Bandyop., Ghoshal & M.K.Pathak
- Phanera bassacensis (Pierre ex Gagnep.) de Wit
- Phanera bidentata (Jack) Benth.
- Phanera bohniana (H.Y.Chen) K.W.Jiang, S.R.Gu & T.Y.Tu
- Phanera bracteata Benth.
- Phanera brevipedicellata (Jarvie) Mackinder & R.Clark
- Phanera burbidgei (Stapf) Bandyop., Ghoshal & M.K.Pathak
- Phanera calciphila (D.X.Zhang & T.C.Chen) Mackinder & R.Clark
- Phanera campanulata (S.S.Larsen) Bandyop., Ghoshal & M.K.Pathak
- Phanera carcinophylla (Merr.) Mackinder & R.Clark
- Phanera cardinalis (Pierre ex Gagnep.) Sinou & Bruneau
- Phanera cercidifolia (D.X.Zhang) K.W.Jiang
- Phanera chalcophylla (H.Y.Chen) Mackinder & R.Clark
- Phanera championii Benth.
- Phanera coccinea Lour.
- Phanera comosa (Craib) Bandyop. & Ghoshal
- Phanera concreta (Craib) Sinou & Bruneau
- Phanera crudiantha de Wit
- Phanera cuprea (Ridl.) de Wit
- Phanera curtisii (Prain) Bandyop. & Ghoshal
- Phanera decumbens (M.R.Hend.) de Wit
- Phanera delavayi (Franch.) Sinou & Bruneau
- Phanera elmeri (Merr.) de Wit
- Phanera erythropoda (Hayata) Mackinder & R.Clark
- Phanera esquirolii (Gagnep.) Sinou & Bruneau
- Phanera excelsa Miq.
- Phanera excurrens (Stapf) Bandyop., Ghoshal & M.K.Pathak
- Phanera fabrilis (de Wit) Bandyop., Ghoshal & M.K.Pathak
- Phanera ferruginea (Roxb.) Benth.
- Phanera finlaysoniana Benth.
- Phanera flava (de Wit) Bandyop. & Ghoshal
- Phanera foraminifera (Gagnep.) de Wit
- Phanera franckii (K.Larsen & S.S.Larsen) Bandyop., Ghoshal & M.K.Pathak
- Phanera fulva (Korth.) Benth.
- Phanera glabrifolia Benth.
- Phanera glabristipes de Wit
- Phanera gracillima de Wit
- Phanera hainanensis (Merr. & Chun ex H.Y.Chen) K.W.Jiang, S.R.Gu & T.Y.Tu
- Phanera harmsiana (Hosseus) Bandyop. & Ghoshal
- Phanera hekouensis (T.Y.Tu & D.X.Zhang) Krishnaraj
- Phanera hendersonii de Wit
- Phanera hypochrysa (T.C.Chen) Mackinder & R.Clark
- Phanera hypoglauca (Tang & F.T.Wang ex T.C.Chen) K.W.Jiang
- Phanera integrifolia (Roxb.) Benth.
- Phanera involucellata (Kurz) de Wit
- Phanera japonica (Maxim.) H.Ohashi
- Phanera khasiana (Baker) Thoth.
- Phanera kingii (Prain) Bandyop., Ghoshal & M.K.Pathak
- Phanera kockiana (Korth.) Benth.
- Phanera kostermansii (K.Larsen & S.S.Larsen) Bandyop., Ghoshal & M.K.Pathak
- Phanera lambiana (Baker f.) de Wit
- Phanera laotica Mattapha & Lanors.
- Phanera larseniana Chantar., Mattapha & Wangwasit
- Phanera lingua (DC.) Miq.
- Phanera lingyuenensis (T.C.Chen) K.W.Jiang
- Phanera longistipes (T.C.Chen) K.W.Jiang
- Phanera lucida Benth.
- Phanera lyrata (Raizada) Thoth.
- Phanera macrostachya Benth.
- Phanera meeboldii (Craib) Thoth.
- Phanera mekongensis Mattapha, Suddee & Duangjai
- Phanera menispermacea (Gagnep.) de Wit
- Phanera merrilliana (G.Perkins) de Wit
- Phanera murthyi Vadhyar & J.H.F.Benj.
- Phanera nakhonphanomensis (Chatan) Mackinder & R.Clark
- Phanera nervosa Benth.
- Phanera ornata (Kurz) Thoth.
- Phanera pachyphylla (Merr.) de Wit
- Phanera pauciflora (Merr.) de Wit
- Phanera paucinervata (T.C.Chen) X.Y.Zhu
- Phanera penicilliloba (Pierre ex Gagnep.) Sinou & Bruneau
- Phanera posthumi de Wit
- Phanera pottingeri (Prain) Thoth.
- Phanera praesignis (Ridl.) de Wit
- Phanera pulla (Craib) Sinou & Bruneau
- Phanera pyrrhoclada (Drake) de Wit
- Phanera pyrrhoneura (Korth.) Benth.
- Phanera ridleyi (Prain) A.Schmitz
- Phanera roxburghiana (Voigt) Bandyop., Anand Kumar & Chakrab.
- Phanera rubra Lanors. & Mattapha
- Phanera rubrovillosa (K.Larsen & S.S.Larsen) Mackinder & R.Clark
- Phanera saigonensis (Pierre ex Gagnep.) Mackinder & R.Clark
- Phanera scandens (L.) Lour. ex Raf.
- Phanera semibifida (Roxb.) Benth.
- Phanera siamensis (K.Larsen & S.S.Larsen) Mackinder & R.Clark
- Phanera similis (Craib) de Wit
- Phanera sirindhorniae (K.Larsen & S.S.Larsen) Mackinder & R.Clark
- Phanera steenisii (K.Larsen & S.S.Larsen) Bandyop., Ghoshal & M.K.Pathak
- Phanera stipularis (Korth.) Benth.
- Phanera strychnifolia (Craib) K.W.Jiang, S.R.Gu & T.Y.Tu
- Phanera strychnoidea (Prain) Bandyop. & Ghoshal
- Phanera sulphurea (C.E.C.Fisch.) Thoth.
- Phanera sylvani de Wit
- Phanera tianlinensis (T.C.Chen & D.X.Zhang) Mackinder & R.Clark
- Phanera tubicalyx (Craib) Bandyop. & Ghoshal
- Phanera vahlii (Wight & Arn.) Benth.
- Phanera venustula (T.C.Chen) K.W.Jiang
- Phanera williamsii (F.Muell.) de Wit
- Phanera wrayi (Prain) de Wit
- Phanera wuzhengyii (S.S.Larsen) Bandyop., Ghoshal & M.K.Pathak
- Phanera yunnanensis (Franch.) Wunderlin